# Motti Sasson
Moti Sasson — en hebreo: מוטי ששון— (Jolón, 1947) es un político israelí, actual y 5.° alcalde de Jolón.

## Biografía
Nacido en Jolón en 1947, es graduado en historia de Oriente Medio, del Departamento de idioma y literatura árabe de la Universidad de Tel Aviv.
Fue legislador y alcalde interino entre 1984-1989. Su trabajo generó la imagen de la ciudad como «Ciudad de los niños», estableciendo el Museo de los Niños de Jolón, y amplias zonas ajardinadas y parques de juegos en la ciudad. Bajo su liderazgo Jolón ha sido galardonado con el premio cinco estrellas de oro por el Consejo por un hermoso Israel.